# کودکان کار در نیجریه

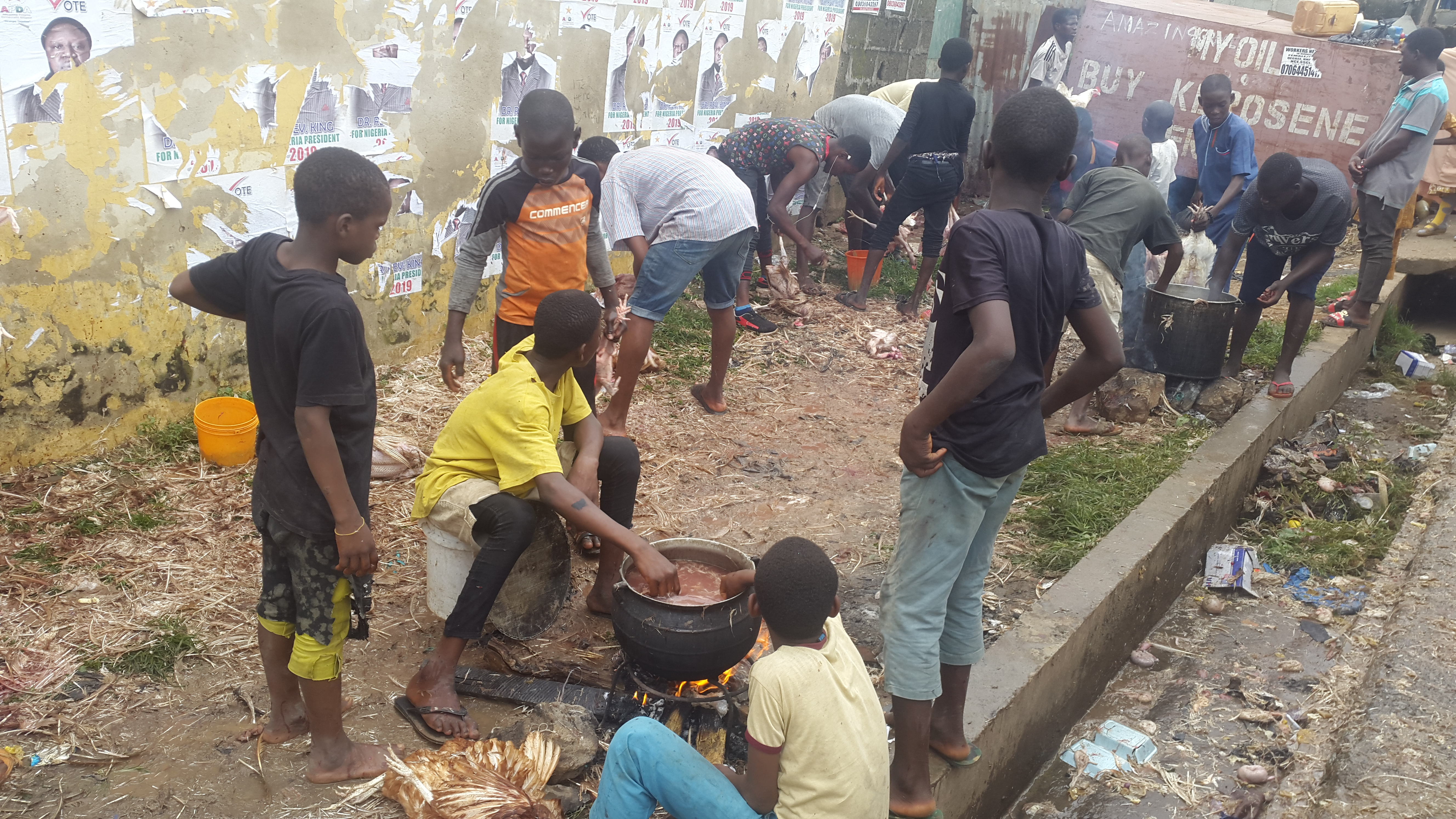
کودکان کار در نیجریه

کودکان کار در نیجریه (انگلیسی: Child labour in Nigeria) استخدام کودکان زیر ۱۸ سال است به نحوی که آنها را از آموزش بنیادی و پیشرفت منع کرده یا محدود می‌سازد، کودکان کار در هر استان این کشور فراگیر است. در سال ۲۰۰۶ تعداد کودکان کار در حدود ۱۵ میلیون نفر تخمین زده شد.
فقر یکی از عوامل اصلی در نیجریه است که کودکان کار را به سمت کار هدایت می‌کند. کار کودکان در خانواده‌ها ی فقیر، یک منبع اصلی درآمد خانواده‌ها است.
نیجریه یک جامعه مردسالار است که در آن مردان نسبت به همتایان زن خود برتری دارند.

## وضعیت کنونی
یونیسف نیجریه فعال حقوق کودکان است. کارگران کودک عبارتند از فروشندگان خیابانی، واکسی، شاگرد مکانیک، نجار، جوشکار، خیاط، آرایشگر و پیشخدمتی خانه است.

بسیاری از کودکان شاغل در محیطهای خطرناک و نا سالم قرار دارند. در اوت ۲۰۰۳، دولت نیجریه به‌طور رسمی سه کنوانسیون بین‌المللی سازمان‌های کار(ILO) که حداقل سن برای استخدام کودکان را تعیین می‌کرد، تصویب نمود دولت همچنین پروژهٔ کشاورزی کاکائو در آفریقای غربی را اجرایی کرده است(WACAP) وضعیت مشابه به‌کارگیری کودکان در روستاها و شهرهای نیجریه وجود دارد.

وزارت کار ایالات متحده در گزارش ۲۰۱۰ خود ادعا می‌کند نیجریه شاهد بدترین شکل به‌کارگیری کودکان کار، به ویژه در زمینهٔ خدمات کشاورزی و خانگی است. در مناطق روستایی، اکثر کودکان در محصولات کشاورزی مانند مانیوک، کاکائو و تنباکو کار می‌کنند.

این کودکان معمولاً با ساعات طولانی و پول کم کار می‌کنند. این گزارش مدعی است برخی از کودکان به دلیل شیوه کهن کشاورزی یا به دلیل کار اجباری بدون تجهیزات حفاظتی در معرض آلودگی به سمپاشی و کودهای شیمیایی موجود در مزارع کاکائو و تنباکو قرار دارند. علاوه بر این، کودکان خیابانی به عنوان باربران و کارگر شهرداری برای جابه جایی زباله‌ها، به کار گرفته می‌شوند و تعداد رو به ازدیادی به گدایی مشغولند. این گزارش ادعا می‌کند استثمار جنسی کودکان برای فروش، به ویژه دختران، در برخی از شهرهای نیجریه مانند پورت هارکورت و لاگوس رخ می‌دهد.

## قاچاق
قاچاق کودکان در نیجریه وجود دارد. کودکان کار بیشتر در بین کودکان بی سواد هستند به‌طور متوسط در منطقه جنوب غربی نیجریه، بار کار روی دوش کودکان کار بیشتر است. پسران گرایش به کسب درآمد بیشتر دارند. عدم مشارکت دختران به تحصیل بیشتر تحت تأثیر عدم علاقه والدینشان در قیاس با پسران است. عدم مشارکت در مدرسه با فقر مرتبط است. حدود یک سوم کودکان شاغل هیچ بهره ای از کارفرمای خود دریافت نمی‌کنند. اغلب کودکان کار دانش آموز بوده و کار کردن به تحصیل آنها آسیب می‌رساند.